# Lambohovs säteri

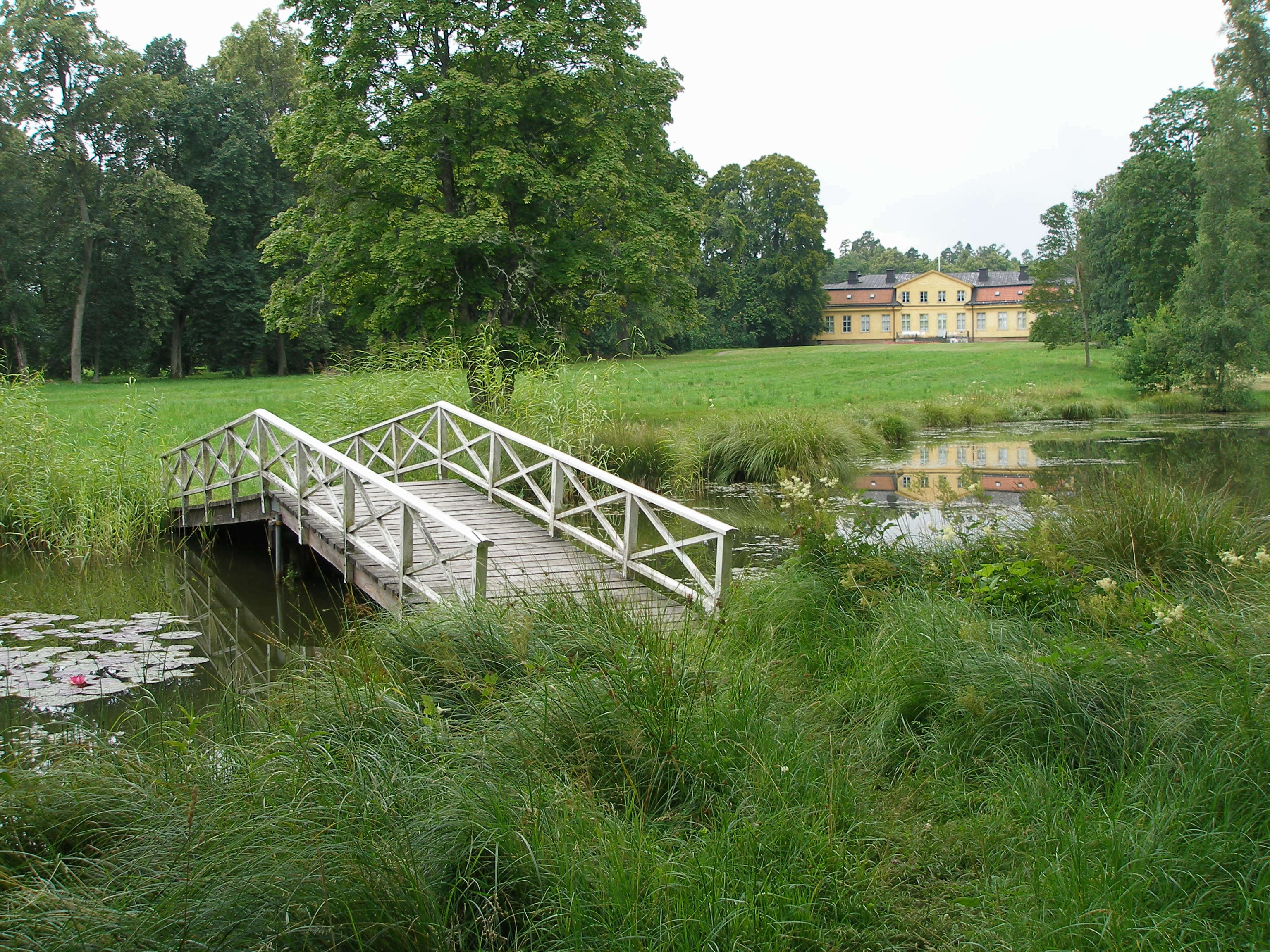
Slottet från öster med dammen i parken i förgrunden.

Lambohov är ett slott och säteri i Slaka socken, Linköpings kommun i Östergötland. Det ligger ½ mil söder om Linköpings centrum, strax utanför stadsdelen Lambohov, som fått sitt namn efter säteriet, och ägs idag av Linköpings kommun.

## Historik
Redan innan slottet byggdes fanns på denna plats ett säteri som bildades på 1670-talet av Olof Rosenstierna (1638–1696) och som därefter ägdes av dennes son generalmajoren friherre Libert Rosenstierna.(1679–1732) och sedan av dennes halvbror major Olof Rosenstierna (1687–1746). Byggnaden som föregick slottet var en karolinergård som senare kom till adelsmannen Fredrik Carl Sinclairs ägor genom dennes fru Sofia Rosenstierna f. Reuter af Skälboö. När hennes förste make major Olof Rosenstierna (son till Libert) avled år 1746 bör egendomen ha tillfallit änkan. När Sofia Rosenstierna 1749 gifte om sig med Fredrik Carl Sinclair kom Lambohov således i hans ägo.
Slottet byggdes om från den tidigare karolinergården till ett lustslott i rokokostil och uppfördes mellan 1762 och 1766 åt Sinclair efter ritningar av arkitekten Jean Eric Rehn. Rehn kom senare att arbeta åt Gustav III och räknas som en av dem som införde rokokostilen i Sverige, och detta slott är av klassisk svensk rokokoarkitektur. Rokokoslott är ovanliga i Sverige. Det beror till stor del på det svenska klimatet som gör att slott med låg grund blir för kalla.
Sinclair, som var ledsagare åt kronprins Gustav, senare Gustav III, stod högt i kurs hos drottningen Lovisa Ulrika och behövde ett slott där han kunde ta emot kungligheter. Slottet fick således en högklassig interiör i typisk rokoko där de olika rummen har utsmyckning efter olika motiv. Slottet har vid flertal tillfällen haft kungligt besök. 1766 besökte Kronprins Gustaf slottet och året därefter besökte kung Adolf Fredrik Sinclair för att inspektera dennes regemente.   
Efter Fredrik Carl Sinclairs död 1776 ärvdes Lambohov av hans tvillingdöttrar Catharina Sofia och Christina Charlotta och genom både arv och försäljningar innehades egendomen därefter av släkterna Silfversparre, Boy, Posse och Sparre. År 1856 kom Lambohov åter i släkten Sinclairs ägo då egendomen inköptes av Fredrik Carl Sinclairs barnbarnsbarn James Henry (Henrik) Sinclair (1822–1908). Vid James Henry Sinclairs död 1908 ärvdes egendomen av hans maka Amalia Sinclair född von Holst. Paret hade inga barn och vid Amalia Sinclairs död 1921 verkställdes det testamente vari hon hade föreskrivit att hennes makes syskonbarnbarn Fredrik Cederbaum (1882–1961) skulle erhålla Lambohov.   
Major Fredrik Cederbaum lät renovera flera av slottets rum till sin ursprungliga inredning. Linköpings kommun köpte säteriet 1966 av dåvarande ägaren Pehr-Fredrik Cederbaum (1919–1988), som var son till Fredrik Cederbaum, och som fortsatte att arrendera och bebo Lambohov. Kontraktet utformades så att säljaren och hans maka hade kvarboenderätt under sin livstid. Fru Märta Cederbaum bodde kvar på slottet delar av året fram till sin död hösten 2018. Slottet är byggnadsminne sedan 16 januari 1967 och därmed skyddat av kulturmiljölagen. Efter Linköpings kommuns köp av fastigheten har den oftast inte varit bebodd och underhållet av både byggnaden och dess gräsområden blev delvis eftersatt. Under 2009 restaurerades huvudbyggnaden, som fick ny puts, och delar av stallet, som var i mycket dåligt skick efter svampangrepp. I samband med att huvudbyggnaden fick ny puts försökte man ta fram slottets originalfärg. Eftersom det inte gick att återfinna spår av den ursprungliga färgen så fick putsen förbli gul, det är dock ändå troligtvis den färg som slottet hade när det uppfördes.

## Byggnader och miljö
Förutom huvudbyggnaden består slottet även av två flyglar på vardera sidan om denna. Flyglarna, liksom huvudbyggnaden, har brutna tak. Slottet är i grunden att trähus men pålagd puts. Detta gjordes för att kunna återvinna material från trähuset som stod där innan och på så vis spara pengar. Flyglarna sammanlänkas med huvudbyggnaden via två murar med portar. På var sin sida i murarna finns statyer i form av de romerska gudinnorna Ceres och Flora.  
I den södra flygeln huserade tjänstefolket och i den finns bland annat ett kök. I den norra flygeln huserade bland annat förvaltarens bostad. I muren som sammanlänkar den södra flygeln med  huvudbyggnaden finns en gång som tjänstefolket kunde använda för att frakta maten från köket till huvudbyggnaden. Den södra flygeln står idag tom.      
Huvudbyggnaden, som består av en nedervåning och en vind, har tre bostadssviter och totalt 15 rum. Slottets planlösning är något ovanlig då stora salen inte ligger i mitten av slottet utan i ena hörnet av byggnaden. Denna lösning gjorde att även en av bostadssviterna med tillhörande paradrum kunde vetta ut mot trädgården. Rummen i slottet fick olika typer av inredning beroende på vilken status rummen hade. Paradrummen har dubbeldörrar och ekgolv medan de övriga privata rummen har enklare inredning. Paradrummen är väldigt fint dekorerade med väggmålningar och ornament. Väggdekorationerna i paradsängkammaren räknas som några av de vackraste i sitt slag i Sverige.

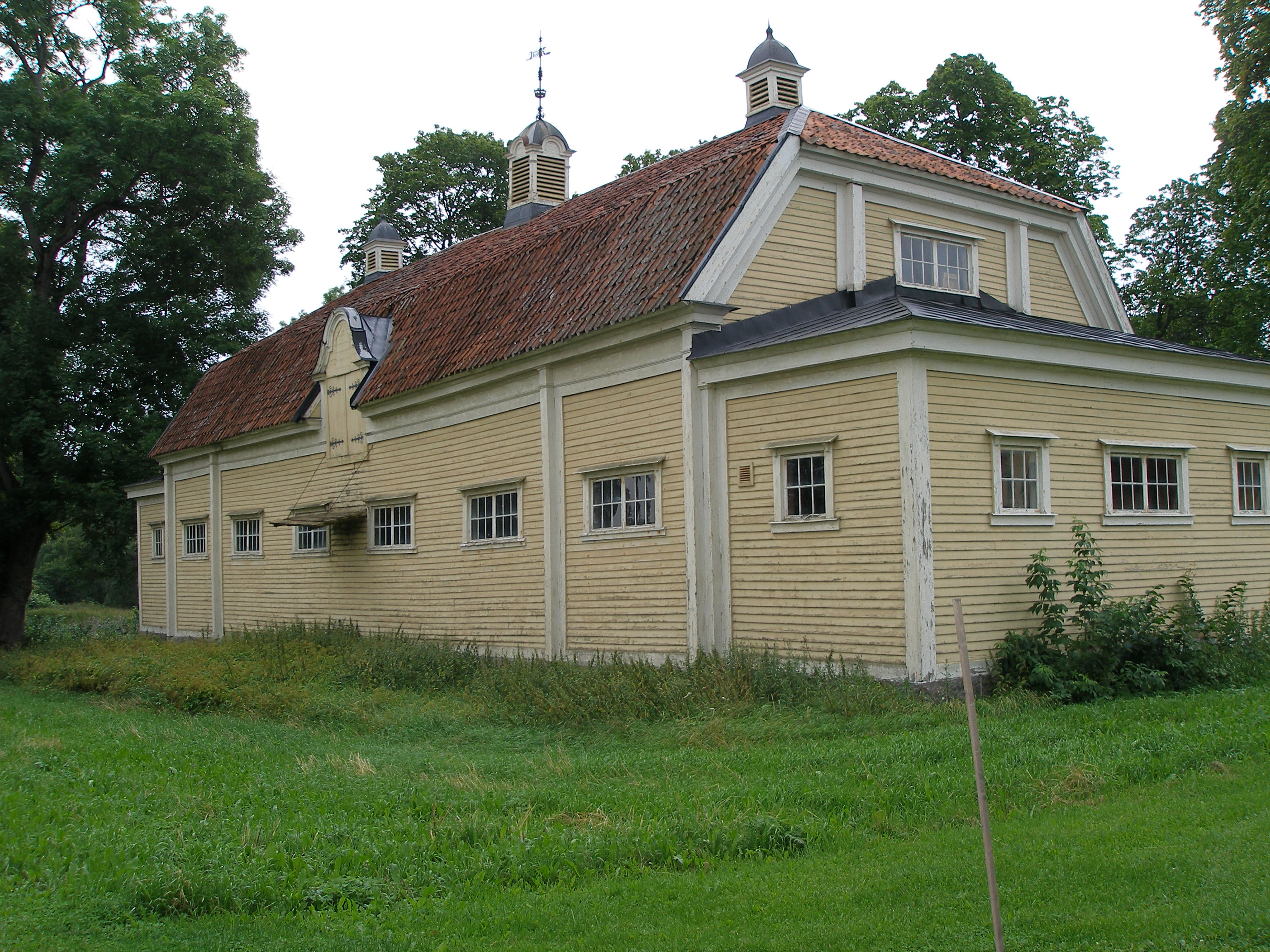
Stallet till Lambohov säteri, ursprungligen från 1700-talet, men ombyggt 1911.

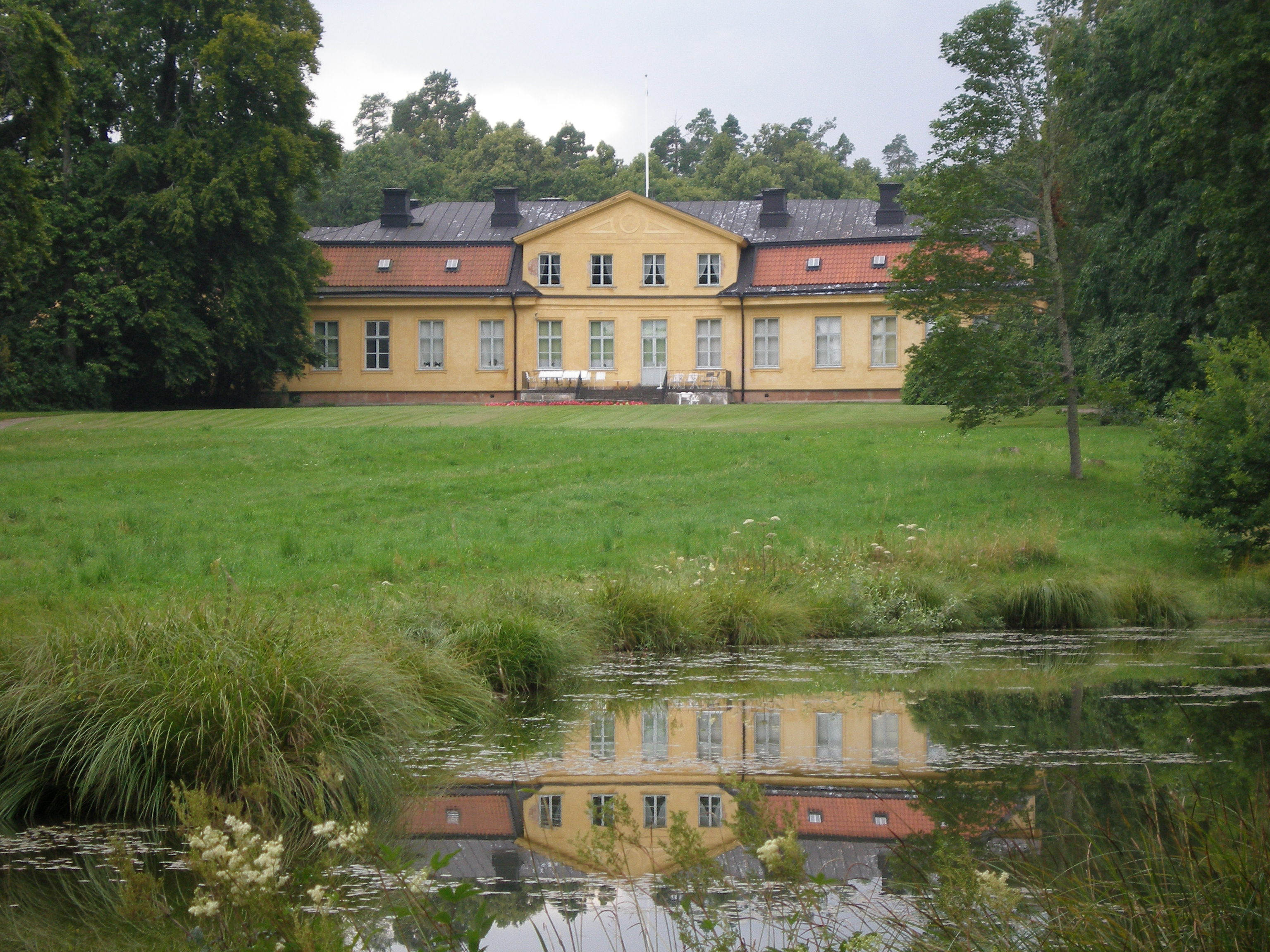
Lambohov säteri 2007

Intill slottet finns även stall från samma tidpunkt som slottet. Runtom säteriet finns det ett flertal olika byggnader så som magasin (det röda magasinet är den äldsta byggnaden och som sägs härröra från slutet av 1600-talet), loge, ladugård, fruktbod, arbetarbostad, trädgårdsmästabostad, hönshus, jordkällare och vagnslider. Tidigare har det dessutom funnits ett persikohus och svinstia. Rester av en branddamm finns kvar i hagmarken söder om parken. Det finns även en äppellund i sydöstra hörnet av området, med ett flertal äppleträd (Maglemer, Filippa, Transparent blanche, m.fl.) men även några päronträd.
Baksidan av slottet vetter ut mot en gräsmatta som leder ner till en damm. Parken intill slottet anlades först som en fransk park men fick under 1800-talet karaktären av en engelsk park. Intill slottet finns även ett stall som härstammar från 1700-talet, men blev ombyggt 1911. Den 23 februari, efter den snörika vintern 2009-2010, rasade taket ner på ca en tredjedel av säteriets ladugård. Orsaken är att åverkan gjorts på den interna bärande byggnadskonstruktionen för att få plats med fler uthyrningsplatser för fordon. Ladugårdsbyggnaden revs senare av Linköpings kommun på grund av skadorna den fick av raset.

## Tillgänglighet för allmänheten
Ägarbolaget Kulturfastigheter i Linköping AB betraktar slottsparken som öppen för allmänheten, och trodde sig kunna arrangera visningar av säteriet under år 2020.
Den äldre bron över dammarna ersattes hösten 2022 av en nytillverkad bro i äldre stil. Under våren 2023 har all undervegetation röjts bort från den engelska parken även om ett antal mindre lövträd har lämnats för att säkra återväxten. Även ett antal faunadepåer har lämnats, dvs staplar med stockar. Avsikten är att gynna insektslivet i parken. 
Värt att notera i parken är bland annat Sveriges såvitt bekant största exemplar av jättethuja, Thuja plicata, växer i parken. Det finns även ett antal imponerande stora lärkträd i den östra delen av parken. Ett av dessa, det största exemplaret, är skyltat som ett ’minnesträd’. Det finns även ett par mycket höga blodlönnar i den södra sidan av parken. Annan växtlighet att notera är gullregn samt rhododendron och vita näckrosor i den östra dammen. Ett flertal rödlistade lavar har identifierats på de gamla träden i den engelska parken men även i bokskogen på andra sidan av Gamla Kalmarvägen.
I den östra delen av parken, vid parkens slut noteras en stenmur som på ena sidan utgörs av en sluttande gräsbeväxt jordvall. Detta utgör den borte delen av en så kallad eclaircie, dvs en uthuggning i fondpartiets trädgrupp, något som medger en vidsträckt utsikt i ett långt perspektiv. Samtidigt döljer den relativt höga stenmuren hagmarken bakom muren.